# 傅良橋
傅良橋（16世紀—17世紀），字汝濟，號約所，江西撫州府金谿縣中洲鄉人，明朝軍事人物。

## 生平
傅良橋是嘉靖十年舉人傅昂的兒子，萬曆七年（1579年）中武舉人，次年（1580年）聯捷武進士，獲授福建北路守備，擢任廣東練兵游擊；二十五年（1597年）奉旨跟隨總兵劉綎參與萬曆朝鮮之役，次年（1598年）到達朝鮮。劉綎攻打小西行長占據的順天府時失利，遭監軍參政王士琦斥責，命令傅良橋力戰，使得小西行長棄守；二十七年（1599年）明軍班師，他升任神樞營執事，晉階昭勇將軍，御屏設置圖像。
很快傅良橋擢官廣東東山參將，在當地勤於訓練、賞罰分明，愛惜士兵，為積欠糧餉無法養育子女的士兵設營本解困，子女則捐俸贖回；三十三年（1605年）思明土官叛亂，總督戴燿傳令他剿滅，撫定土民而回，但因為被彈劾功而以病告歸。

## 引用
1. 1 2  道光《金谿縣志·卷十一·宦業 武功附》：傅良橋，字汝濟，昂第四子，舉萬厯七年武鄉試，明年成進士。授福建北路守備，擢廣東練兵游擊；二十五年奉調，從總兵劉綎征倭。抵朝鮮時分道進師，賊將行長據順天八月，進攻失利；監軍參政王士琦怒，綎懼，督良橋力戰速敗之，行長遂棄順天遁歸。班師敘功，良橋擢神樞營執事，晉階昭勇將軍，圖像御屏；尋擢廣東東山參將，在官勤訓練、明賞罰，尤愛惜士卒。卒有積逋及鬻子女者，請於上官設於營本，以甦其困，其子女則捐俸贖之，以故士樂為用。三十三年思明土官叛，總督戴燿檄良橋進勦，連戰破之，擒其頭目，撫定餘眾而還；會被劾功不錄，遂以疾請告歸。 舊志
2. ↑  申欽《象村稿·天朝先後出兵來援志》：傅良橋，號約所，江西撫州金谿縣中洲人，武進士。以欽差統領南贛汀韶兵游擊將軍都指揮僉事，領步兵二千，戊戌九月出來，己亥三月回去。